# Fußballclub Bayer 05 Uerdingen 1976-1977
Questa voce raccoglie le informazioni riguardanti il Fußballclub Bayer 05 Uerdingen nelle competizioni ufficiali della stagione 1976-1977.

## Stagione
Nella stagione 1976-1977 il Bayer Uerdingen, allenato da Klaus Quinkert, concluse il campionato di 2. Bundesliga al 4º posto. In Coppa di Germania il Bayer Uerdingen fu eliminato in semifinale dal Hertha Berlino.

## Rosa
| N. |                      | Ruolo | Calciatore        |
| -- | -------------------- | ----- | ----------------- |
|    | Germania (bandiera)  | P     | Paul Hesselbach   |
|    | Germania (bandiera)  | P     | Manfred Kroke     |
|    | Germania (bandiera)  | D     | Norbert Brinkmann |
|    | Germania (bandiera)  | D     | Paul Hahn         |
|    | Germania (bandiera)  | D     | Horst Riege       |
|    | Danimarca (bandiera) | D     | Jens Steffensen   |
|    | Germania (bandiera)  | D     | Edmund Stieber    |
|    | Germania (bandiera)  | D     | Ludger van de Loo |
|    | Germania (bandiera)  | C     | Wilhelm Barowski  |
|    | Germania (bandiera)  | C     | Uwe Finnern       |
|    | Germania (bandiera)  | C     | Wolfgang Franke   |

| N. |                     | Ruolo | Calciatore             |
| -- | ------------------- | ----- | ---------------------- |
|    | Germania (bandiera) | C     | Friedhelm Funkel       |
|    | Germania (bandiera) | C     | Uwe Hansel             |
|    | Germania (bandiera) | C     | Lorenz-Günther Köstner |
|    | Germania (bandiera) | C     | Ludwig Lurz            |
|    | Germania (bandiera) | C     | Heinz Mostert          |
|    | Germania (bandiera) | C     | Franz Raschid          |
|    | Germania (bandiera) | C     | Hans-Jürgen Wloka      |
|    | Germania (bandiera) | A     | Udo Klohs              |
|    | Svezia (bandiera)   | A     | Jan Mattsson           |
|    | Germania (bandiera) | A     | Reinhard Willi         |

## Organigramma societario
Area tecnica
- Allenatore: Klaus Quinkert
- Allenatore in seconda:
- Preparatore dei portieri:
- Preparatori atletici:

## Calciomercato

### Sessione estiva
| Acquisti | Acquisti            | Acquisti             | Acquisti |
| R.       | Nome                | da                   | Modalità |
| -------- | ------------------- | -------------------- | -------- |
| A        | Jan Mattsson        | Fortuna Düsseldorf   |          |
| A        | Manfred Burgsmüller | Rot-Weiss Essen      |          |
| C        | Uwe Finnern         | Rot-Weiss Essen      |          |
| P        | Paul Hesselbach     | Amberg               |          |
| A        | Udo Klohs           | Alemannia Aquisgrana |          |
| D        | Jens Steffensen     | Aalborg              |          |

| Cessioni | Cessioni            | Cessioni          | Cessioni |
| R.       | Nome                | a                 | Modalità |
| -------- | ------------------- | ----------------- | -------- |
| A        | Manfred Burgsmüller | Borussia Dortmund |          |
| A        | Wolfgang Figura     | MSV Moers         |          |
| A        | Peter Lübeke        | Hércules          |          |
| P        | Werner Vollack      | Eintracht Treviri |          |

### Sessione invernale
| Acquisti | Acquisti | Acquisti | Acquisti |
| R.       | Nome     | da       | Modalità |
| -------- | -------- | -------- | -------- |

| Cessioni | Cessioni | Cessioni | Cessioni |
| R.       | Nome     | a        | Modalità |
| -------- | -------- | -------- | -------- |

## Risultati

### 2. Bundesliga

#### Girone di andata
| Arbitro: | Halfter |

|                   |           |           |
| Mrosko 58’ (rig.) | Marcatori | 31’ Riege |

| Arbitro: | Zuchantke |

|  |           |              |
|  | Marcatori | 52’ Wehmeier |

| Arbitro: | Heitmann |

|             |           |                                   |
| Plücken 88’ | Marcatori | 25’ Köstner 44’ Riege 67’ Raschid |

| Arbitro: | Uhlig |

|                                                                |           |               |
| Funkel 20’ Hansel 27’ Mostert 62’ Brinkmann 68’, 83’ Wloka 85’ | Marcatori | 25’ Lunenburg |

| Arbitro: | Waltert |

|                        |           |                        |
| Pröpper 39’ Geweke 50’ | Marcatori | 37’ Köstner 77’ Hansel |

| Arbitro: | Kindervater |

|                   |           |  |
| Riege 1’ Hahn 67’ | Marcatori |  |

| Arbitro: | Lüling |

|             |           |                |
| Schwaba 56’ | Marcatori | 5’, 67’ Hansel |

| Arbitro: | Schütte |

|                               |           |                                           |
| Wloka 25’ Funkel 63’ Hahn 77’ | Marcatori | 9’, 38’ Mühlenberg 35’ Wulftange 87’ Gans |

| Arbitro: | Milkert |

|                        |           |  |
| Berlau-Kirschstein 41’ | Marcatori |  |

| Arbitro: | Fork |

|                     |           |          |
| Riege 37’ Wloka 90’ | Marcatori | 73’ Kehr |

| Bielefeld 9 ottobre 1976 11ª giornata | Arminia Bielefeld | 0 – 0 referto | Bayer Uerdingen | Bielefelder Alm (23 000 spett.)\| Arbitro: \| Schütte \| |
| Arbitro:                              | Schütte           |               |                 |                                                          |

| Arbitro: | Rieb |

|                                               |           |                     |
| Köstner 40’ Burgsmüller 59’ Funkel 65’ (rig.) | Marcatori | 29’ Speh 76’ Winter |

| Arbitro: | Risse |

|                        |           |                       |
| Herzog 45’ Hermann 53’ | Marcatori | 12’ Funkel 68’ Hansel |

| Arbitro: | Meijerink |

|                      |           |                  |
| Funkel 50’, 84’, 88’ | Marcatori | 77’ Hattenberger |

| Arbitro: | Kohnen |

|                       |           |                         |
| Busk 72’ Etterich 90’ | Marcatori | 24’ Funkel 28’ Mattsson |

| Arbitro: | Bartnick |

|  |           |            |
|  | Marcatori | 42’ Höfert |

| Arbitro: | Eschweiler |

|          |           |              |
| Blau 59’ | Marcatori | 81’ Mattsson |

| Arbitro: | Sommershoff |

|                         |           |            |
| Hansel 19’ Mattsson 85’ | Marcatori | 32’ Wunder |

| Arbitro: | Kindervater |

|  |           |                                  |
|  | Marcatori | 12’, 32’, 90’ Mattsson 81’ Wloka |

#### Girone di ritorno
| Arbitro: | Milkert |

|                                               |           |              |
| Mattsson 15’, 38’ Riege 43’ Funkel 57’ (rig.) | Marcatori | 65’ Behrends |

| Arbitro: | Hanschke |

|             |           |  |
| Pallaks 88’ | Marcatori |  |

| Arbitro: | Risse |

|                                                         |           |  |
| Mostert 13’ Funkel 25’ Mattsson 28’ Klohs 38’, 43’, 88’ | Marcatori |  |

| Arbitro: | Jensen |

|         |           |            |
| Bien 3’ | Marcatori | 87’ Funkel |

| Arbitro: | Wahmann |

|                 |           |          |
| Funkel 37’, 50’ | Marcatori | 86’ Götz |

| Arbitro: | Eggers |

|                         |           |              |
| Dybowski 66’ Klinge 88’ | Marcatori | 52’ Mattsson |

| Arbitro: | Wichmann |

|                       |           |            |
| Riege 16’ Mostert 24’ | Marcatori | 83’ Lenzen |

| Arbitro: | Eggers |

|                            |           |              |
| Genschick 57’ Nordmann 83’ | Marcatori | 44’ Mattsson |

| Arbitro: | Kohnen |

|                                           |           |              |
| Raschid 1’ Mattsson 18’ Funkel 88’ (rig.) | Marcatori | 46’ Reinders |

| Arbitro: | Schütte |

|            |           |          |
| Breuer 79’ | Marcatori | 4’ Wloka |

| Arbitro: | Eschweiler |

|                         |           |                        |
| Raschid 71’ Mostert 90’ | Marcatori | 4’ Wolf 59’ Eilenfeldt |

| Arbitro: | Niemann |

|                          |           |                                                    |
| Feuerhahn 71’ Kemmer 82’ | Marcatori | 45’, 52’, 57’ Mattsson 55’ (rig.) Wloka 63’ Funkel |

| Arbitro: | Halfter |

|                       |           |                             |
| Mostert 27’ Wloka 48’ | Marcatori | 5’ Herzog 23’, 84’ Tenbrink |

| Arbitro: | Teichert |

|                                    |           |                              |
| Bone 47’ Goll 76’ Hattenberger 89’ | Marcatori | 65’ Mattsson 82’, 85’ Funkel |

| Arbitro: | Horstmann |

|  |           |              |
|  | Marcatori | 64’ Sinnigen |

| Arbitro: | Redelfs |

|                 |           |  |
| Tune-Hansen 72’ | Marcatori |  |

| Arbitro: | Wippker |

|                              |           |                       |
| Wloka 30’ (rig.) Raschid 41’ | Marcatori | 25’ Möhlmann 28’ Wolf |

| Arbitro: | Kohnen |

|                                         |           |          |
| Pagelsdorf 9’ Milewski 45’ Wehmeyer 50’ | Marcatori | 17’ Lurz |

| Arbitro: | Roth |

|                                       |           |          |
| Wloka 26’, 32’ Franke 43’ Raschid 74’ | Marcatori | 68’ Zyla |

### Coppa di Germania
| Arbitro: | Rieb |

|                                                                  |           |  |
| Burgsmüller 13’, 87’ Wloka 71’ Hahn 76’ Hansel 88’ Brinkmann 90’ | Marcatori |  |

| Arbitro: | Lüling |

|                                     |           |  |
| Wloka 55’ Klohs 61’ Burgsmüller 68’ | Marcatori |  |

| Arbitro: | Lutz |

|                       |           |              |
| Mattsson 9’, 56’, 65’ | Marcatori | 84’ Sandberg |

| Arbitro: | Kettenbach |

|                         |           |  |
| Franke 66’ Mattsson 88’ | Marcatori |  |

| Arbitro: | Zuchantke |

|                                                        |           |                                     |
| Mattsson 23’, 90’ Funkel 84’ Wloka 94’ Hahn 104’, 120’ | Marcatori | 38’ Weidle 51’ Neuberger 69’ Nickel |

| Arbitro: | Aldinger |

|  |           |            |
|  | Marcatori | 25’ Weiner |

## Statistiche

### Statistiche di squadra
| Competizione      | Punti | In casa | In casa | In casa | In casa | In casa | In casa | In trasferta | In trasferta | In trasferta | In trasferta | In trasferta | In trasferta | Totale | Totale | Totale | Totale | Totale | Totale | DR  |
| Competizione      | Punti | G       | V       | N       | P       | Gf      | Gs      | G            | V            | N            | P            | Gf           | Gs           | G      | V      | N      | P      | Gf     | Gs     | DR  |
| ----------------- | ----- | ------- | ------- | ------- | ------- | ------- | ------- | ------------ | ------------ | ------------ | ------------ | ------------ | ------------ | ------ | ------ | ------ | ------ | ------ | ------ | --- |
| 2. Bundesliga     | 43    | 19      | 12      | 2       | 5       | 48      | 25      | 19           | 4            | 9            | 6            | 30           | 27           | 38     | 16     | 11     | 11     | 78     | 52     | +26 |
| Coppa di Germania | -     | 6       | 5       | 0       | 1       | 20      | 5       | 0            | 0            | 0            | 0            | 0            | 0            | 6      | 5      | 0      | 1      | 20     | 5      | +15 |
| Totale            | 43    | 25      | 17      | 2       | 6       | 68      | 30      | 19           | 4            | 9            | 6            | 30           | 27           | 44     | 21     | 11     | 12     | 98     | 57     | +41 |

### Andamento in campionato
| Giornata  | 1 | 2  | 3 | 4 | 5 | 6 | 7 | 8 | 9 | 10 | 11 | 12 | 13 | 14 | 15 | 16 | 17 | 18 | 19 | 20 | 21 | 22 | 23 | 24 | 25 | 26 | 27 | 28 | 29 | 30 | 31 | 32 | 33 | 34 | 35 | 36 | 37 | 38 |
| --------- | - | -- | - | - | - | - | - | - | - | -- | -- | -- | -- | -- | -- | -- | -- | -- | -- | -- | -- | -- | -- | -- | -- | -- | -- | -- | -- | -- | -- | -- | -- | -- | -- | -- | -- | -- |
| Luogo     | T | C  | T | C | T | C | T | C | T | C  | T  | C  | T  | C  | T  | C  | T  | C  | T  | C  | T  | C  | T  | C  | T  | C  | T  | C  | T  | C  | T  | C  | T  | C  | T  | C  | T  | C  |
| Risultato | N | P  | V | V | N | V | V | P | P | V  | N  | V  | N  | V  | N  | P  | N  | V  | V  | V  | P  | V  | N  | V  | P  | V  | P  | V  | N  | N  | V  | P  | N  | P  | P  | N  | P  | V  |
| Posizione | 9 | 15 | 9 | 5 | 5 | 4 | 2 | 4 | 9 | 5  | 7  | 6  | 6  | 3  | 5  | 5  | 7  | 5  | 5  | 3  | 5  | 4  | 3  | 3  | 4  | 3  | 4  | 3  | 3  | 4  | 4  | 5  | 5  | 5  | 5  | 5  | 6  | 4  |

Legenda:

Luogo: C = Casa; T = Trasferta. Risultato: V = Vittoria; N = Pareggio; P = Sconfitta.

### Statistiche dei giocatori
| Giocatore      | 2. Bundesliga | 2. Bundesliga | 2. Bundesliga | 2. Bundesliga | Coppa di Germania | Coppa di Germania | Coppa di Germania | Coppa di Germania | Totale   | Totale | Totale      | Totale     |
| Giocatore      | Presenze      | Reti          | Ammonizioni   | Espulsioni    | Presenze          | Reti              | Ammonizioni       | Espulsioni        | Presenze | Reti   | Ammonizioni | Espulsioni |
| -------------- | ------------- | ------------- | ------------- | ------------- | ----------------- | ----------------- | ----------------- | ----------------- | -------- | ------ | ----------- | ---------- |
| W. Barowski    | 2             | 0             | 0             | 0             | 0                 | 0                 | 0                 | 0                 | 2        | 0      | 0           | 0          |
| N. Brinkmann   | 32            | 2             | 2             | 0             | 5                 | 1                 | 1                 | 0                 | 37       | 3      | 3           | 0          |
| M. Burgsmüller | 7             | 1             | 3             | 0             | 2                 | 3                 | 0                 | 0                 | 9        | 4      | 3           | 0          |
| U. Finnern     | 4             | 0             | 0             | 0             | 1                 | 0                 | 0                 | 0                 | 5        | 0      | 0           | 0          |
| W. Franke      | 18            | 1             | 1             | 0             | 3                 | 1                 | 0                 | 0                 | 21       | 2      | 1           | 0          |
| F. Funkel      | 37            | 17            | 3             | 0             | 6                 | 1                 | 1                 | 0                 | 43       | 18     | 4           | 0          |
| P. Hahn        | 34            | 2             | 3             | 0             | 4                 | 3                 | 1                 | 0                 | 38       | 5      | 4           | 0          |
| U. Hansel      | 26            | 6             | 2             | 0             | 3                 | 1                 | 0                 | 0                 | 29       | 7      | 2           | 0          |
| P. Hesselbach  | 33            | 0             | 0             | 0             | 6                 | 0                 | 0                 | 0                 | 39       | 0      | 0           | 0          |
| U. Klohs       | 24            | 3             | 0             | 0             | 3                 | 1                 | 0                 | 0                 | 27       | 4      | 0           | 0          |
| M. Kroke       | 6             | 0             | 0             | 0             | 0                 | 0                 | 0                 | 0                 | 6        | 0      | 0           | 0          |
| L. Köstner     | 24            | 3             | 4             | 0             | 4                 | 0                 | 0                 | 0                 | 28       | 3      | 4           | 0          |
| L. Lurz        | 30            | 1             | 1             | 0             | 6                 | 0                 | 0                 | 0                 | 36       | 1      | 1           | 0          |
| J. Mattsson    | 24            | 16            | 5             | 0             | 4                 | 6                 | 0                 | 0                 | 28       | 22     | 5           | 0          |
| H. Mostert     | 38            | 5             | 3             | 0             | 6                 | 0                 | 0                 | 0                 | 44       | 5      | 3           | 0          |
| F. Raschid     | 34            | 5             | 3             | 0             | 5                 | 0                 | 0                 | 0                 | 39       | 5      | 3           | 0          |
| H. Riege       | 33            | 6             | 4             | 0             | 5                 | 0                 | 0                 | 0                 | 38       | 6      | 4           | 0          |
| J. Steffensen  | 15            | 0             | 1             | 0             | 2                 | 0                 | 0                 | 0                 | 17       | 0      | 1           | 0          |
| E. Stieber     | 27            | 0             | 1             | 0             | 5                 | 0                 | 1                 | 0                 | 32       | 0      | 2           | 0          |
| R. Willi       | 0             | 0             | 0             | 0             | 0                 | 0                 | 0                 | 0                 | 0        | 0      | 0           | 0          |
| H. Wloka       | 38            | 10            | 3             | 0             | 6                 | 3                 | 1                 | 0                 | 44       | 13     | 4           | 0          |
| L. de Loo      | 2             | 0             | 0             | 0             | 0                 | 0                 | 0                 | 0                 | 2        | 0      | 0           | 0          |